# آلیس تیسو
آلیس تیسو (فرانسوی: Alice Tissot‎; ۱ ژانویهٔ ۱۸۹۰ – ۵ مهٔ ۱۹۷۱) هنرپیشه اهل فرانسه بود.
از فیلم‌ها یا برنامه‌های تلویزیونی که وی در آن نقش داشته‌است می‌توان به طولانی‌ترین روز، دروازه‌های پاریس، مادام بوواری، و کاگلیوسترو اشاره کرد.